# 安乐州 (明朝)
安乐州，明朝时设置的州。
永乐七年（1409年）置，治所在今辽宁省开原市北老城镇。属辽东都指挥使司。后废。 